# Штенцель, Густав Адольф Гаральд
Густав Адольф Гаральд Штенцель (нем. Gustav Adolf Harald Stenzel; 21 марта 1792, Цербст — 2 января 1854, Бреслау) — германский историк.

## Биография
Среднее образование получил в родном городе, окончив гимназию в 1810 году. Затем изучал богословие, историю и философию в Лейпцигском университете; в 1813 году, во время Освободительной войны в Германии против наполеоновских войск, поступил добровольцем в армию, командовал батальоном и в декабре того же года получил тяжёлое ранение в сражении под Килем. После выздоровления габилитировался, в 1815 году получил право читать лекции в Лейпциге, в 1817 году перешёл в Берлин, где читал историю и написал «Geschichte der deutschen Kriegsverfassung» (Берлин, 1819) и «Handbuch der anhalt. Geschichte» (Дессау, 1820; приложение — Лейпциг, 1824).
В 1820 году он был назначен на должность профессора истории в Бреслау, в 1821 году стал архивариусом силезского провинциального архива. В 1848—1849 годах был депутатом от Ноймаркта во Франкфуртском национальном собрании, где входил в состав так называемой кайзеровской депутации. В 1850—1852 годах был депутатом второй палаты прусского ландтага. В 1832 году при поддержке прусского министерства культуры основал исторический факультет в Кёнигсберге, а в 1844 году — в Бреслау. В 1832 году был избран членом-корреспондентом Баварской академии наук, в 1853 году — её иностранным членом.
Главными научными интересами Штенцеля были история Германии, в первую очередь Пруссии и Силезии. Первым крупным трудом его авторства стала работа «Die Geschichte Deutschlands unter den fränkischen Kaisern» (Лейпциг, 1827—1828). Для издававшейся Геереном и Укертом «Geschichte der europ. Staaten» он написал «Geschichte Preussens» (Гамбург, 1830—37). Одновременно он издал вместе с Цшоппе «Urkundensammlung zur Geschichte des Ursprungs der Städte und der Einführung und Verbreitung deutscher Kolonisten und Rechte in Schlesien und der Oberlansitz» (Гамбург, 1832), а также «Grundriss und Literatur zu Vorlesungen über deutsche Staate- und Rechtsgeschichte» (Бреславль, 1832). Кроме того, редактировал издание «Scriptores rerum Silesiacarum» (Бреславль, 1823—40) и «Urkunden zur Geschichte des Bisthums Breslau im Mittelalter» (Бреславль, 1845). Второй из его главных трудов — «Geschichte Schlesiens» (Бреславль, 1853) — остался неоконченным.
Похоронен в церкви Святого Иосифа во Вроцлаве.